# 德意志銀行錦標賽
德意志銀行錦標賽（Deutsche Bank Championship）是美國高爾夫球PGA巡迴賽的一個賽事，一般在勞動節週末舉行。德意志銀行錦標賽在2003年加入PGA巡迴賽的賽事，2007年成為聯邦快遞杯季后賽的賽事。

## 外部連結
- 官方网站
- Coverage on the PGA Tour's official site （页面存档备份，存于）
- FedEx Cup site （页面存档备份，存于）
- TPC Boston （页面存档备份，存于）

41°58′55″N 71°13′23″W / 41.982°N 71.223°W